# Картье (остров)
Остров Картье — небольшой необитаемый тропический остров на окончании континентального шельфа Австралии. Он находится в Индийском океане, на расстоянии примерно 200 километров к югу от Индонезийского острова Роти, в 300 километрах к северу от Австралии и в 70 километров к юго-западу от рифа Ашмор. Максимальная высота — 2 метра. Остров полностью лишён растительности. Длина Картье с севера на юг — 100 метров, с запада на восток — 600 метров. Площадь рифового острова Картье — 0,4 гектара.  

## История
Остров Картье был нанесён на карту в 1800 году и назван в честь коробля «Картье». В 1909 году аннексирован Великобританией. Внешняя территория Австралии с 1931 года. Во время Второй мировой войны использовался как полигон для бомбардировок. В августе 1983 года был объявлен национальным заповедником.
Остров Картье находится на территории, на которую распространяется Меморандум о взаимопонимани (известный как Меморандум о взаимопонимании), подписанный Австралией и Индонезией в 1974 году и пересмотренный в 1989 году, который предусматривал продолжение традиционного индонезийского рыболовства в определённых пределах. 

## Акватория
Индийский океан, Тиморское море. 

## Климат
| Показатель                    | Янв. | Фев. | Март | Апр. | Май  | Июнь | Июль | Авг. | Сен. | Окт. | Нояб. | Дек. | Год  |
| ----------------------------- | ---- | ---- | ---- | ---- | ---- | ---- | ---- | ---- | ---- | ---- | ----- | ---- | ---- |
| Средний суточный максимум, °C | 34   | 32,7 | 33,8 | 34,9 | 34   | 30,9 | 33   | 34,5 | 36,4 | 38,1 | 38,2  | 35,5 | 33,2 |
| Средний суточный минимум, °C  | 25,2 | 24,7 | 24,3 | 21   | 16,9 | 14   | 14   | 14,7 | 19,1 | 23,1 | 25    | 25,1 | 20,9 |
| Среднее число дней с осадками | 18,2 | 19,7 | 17,9 | 7,4  | 0,9  | 0,6  | 0,5  | 0,6  | 0,7  | 3,3  | 9,4   | 15,2 |      |
| Источник: UsualWeather        |      |      |      |      |      |      |      |      |      |      |       |      |      |